# Argyrhoda
Argyrhoda là một chi bướm đêm thuộc họ Noctuidae.